# 曙光4000A
曙光4000A，是一套由中国曙光信息产业有限公司研制的超级电脑系统。该系统使用了共2560颗AMD Opteron 850 2.2GHz微处理器，浮点运算速度达每秒8061GFlops（峰值11264GFlops）。该系统于2004年6月投入服务，当时是全世界所有超级电脑中，排名第10，现时已跌出TOP500排名榜（2007年11月全球排名251）。
该系统运行的操作系统是在通用Linux系统的基础上进行剪裁和改进得到的。
2004年11月15日，曙光4000A在上海超级计算中心正式启动。
下一代“曙光”超级电脑型号为曙光5000A，已于2008年落成。